# Torchietti
I torchietti o cannolicchi sono un formato di pasta dalla forma a ricciolo. Devono il loro nome alla forma, che ricorda quella dei molluschi appena pescati.